# Samp (film)
Samp è un film del 2020 diretto da Flavia Mastrella e Antonio Rezza.

## Trama
Samp è un killer professionista affetto da turbe psicologiche che cerca di curare con la musica.

## Produzione
Il film è stato girato interamente in Puglia.

## Distribuzione
Il film è stato distribuito nelle sale cinematografiche italiane a partire dal 27 novembre 2021.